# Magelonidae
Magelonidae zijn een familie van borstelwormen (Polychaeta).

## Geslachten
- Dannychaeta Chen, Parry, Vinther, Zhai, Hou & Ma, 2020 †
- Magelona F. Müller, 1858
- Octomagelona Aguirrezabalaga, Ceberio & Fiege, 2001

### Synoniemen
- Maea Johnston, 1865 => Magelona F. Müller, 1858
- Meredithia Hernández-Alcántara & Solís-Weiss, 2000 => Magelona F. Müller, 1858
- Rhynophylla Carrington, 1865 => Magelona F. Müller, 1858